# Завод аміаку в Алферрареді
Завод аміаку в Алферрареді – колишнє хімічне підприємство у Португалії.
Завод, що почав роботу в 1952 році, створили в межах проекту виробництва азотних добрив. Він використовував технологію електролізу води з метою отримання водню, а тому був розміщений неподалік від ГЕС Белвер. Проект реалізувала Companhia União Fabril (CUF), що також доповнила свій хімічний майданчик в Баррейру-і-Лаврадіо лінією з виробництва сульфату аммонію (результат реакції аміаку та сульфатної кислоти). Доставку аміаку до Баррейру-і-Лаврадіо організували у залізничних цистернах.
У 1959-му в Алферрареді досягнули історичного максимуму, виробивши понад 20 тисяч тонн аміаку. Взагалі, обсяги виробництва сильно залежали від виробітки електроенергії (що, в свою чергу, визначалось обсягами опадів), тому могли суттєво коливатись рік від року. Так, в 1965-му отримали 10,4 тисячі тонн аміаку, а в 1966-му цей показник склав 18,6 тисяч тонн.
Тим часом у 1960-х роках в Португалії з’явились заводи з виробництва аміаку в Кабо-Руйво та Баррейру-і-Лаврадіо, що використовували більш економічну вуглеводневу технологію. Станом на кінець 1970-х майданчик в Алферрареді вже не рахувався серед португальських виробників аміаку.